# Kronprins Sado
Kronprins Sado, född 13 februari 1735, död 12 juli 1762, var en koreansk tronföljare 1735-1762, son till kung Yeongjo av Korea, gift med Hyegyeong, far till kung Jeongjo.  Han insjuknade i en psykisk sjukdom med sadistiska drag år 1757 och hans våldsamma uppträdande ledde till att hans far gav order om hans avrättning 1762.

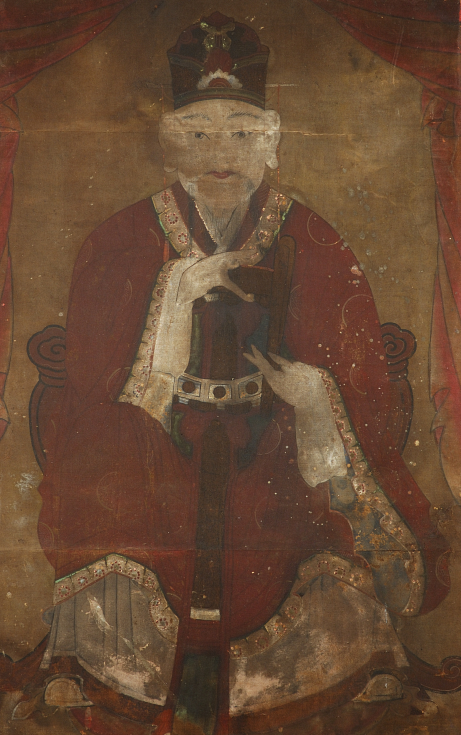
Kronprins Sado